# História da Noruega
O território que hoje é a Noruega foi habitado por populações germânicas desde a pré-história. Os primeiros vestígios humanos no país encontram-se ao longo da costa, cuja fauna proporcionava um meio de vida para os pescadores e caçadores lapões. É possível que estes tenham penetrado no norte da Noruega, vindos da Ásia central, por volta de 10 000 a.C., quando o interior do país estava ainda coberto pelo gelo da última glaciação. No sul da Noruega encontraram-se artefatos, datados de 5 000 a.C., que dão uma ideia bastante clara sobre a vida desses caçadores e pescadores. Entre 3 000 e 2 500 a.C., novos imigrantes estabeleceram-se no leste da Noruega. Eram comunidades de agricultores e criadores de gado, com uma língua germânica, e que se estabeleceram nas margens dos grandes lagos e fiordes e, paulatinamente, substituíram os caçadores e pescadores da costa oeste, embora a caça e a pesca se tenham mantido como atividades secundárias de subsistência.
Por volta de 1 500 a.C., introduziu-se o uso do bronze, que durante muito tempo coexistiu com os instrumentos de pedra. Da idade do ferro há poucos vestígios, pois nos 500 anos anteriores à era cristã o costume de incinerar os cadáveres provocou a destruição dos adereços funerários.
No ano 5 a.C., uma frota romana alcançou a costa norueguesa. O contato com as civilizações meridionais favoreceu o desenvolvimento da escrita rúnica, cujas primeiras manifestações na Noruega surgiram no século III. Até o século VI, os habitantes do país construíram fortes nas colinas para se defenderem das incursões das tribos germânicas do sul, o que estimulou o surgimento de pequenas organizações políticas. Por volta do século VIII-X, havia uns 30 pequenos reinos (Noruega Ocidental, Trøndelag, Vica, Oplândia, Halogalândia, etc.). No século IX, esses pequenos Estados dotaram-se de assembleias regionais, que às vezes se uniam para formar unidades ainda maiores.

## Unificação da Noruega

Expansão Viquingue. O mapa mostra as colônias viquingues nos séculos VIII (vinho), IX (vermelho), X (laranja) e XI (amarelo); as áreas em verde são as que sofriam constantes incursões viquingues

A Era Viquingue começou em torno do ano 800. Os Vikings (normandos) da Escandinávia eram comerciantes, colonizadores e exploradores, além de saqueadores. Os vikings (ou viquingues) protagonizaram uma onda de invasões de outras regiões da Europa. O movimento expansionista dos viquingues foi possível graças a suas avançadas armas e embarcações, sua organização militar e seu indubitável espírito aventureiro. Os viquingues da Noruega realizaram expedições à Grã-Bretanha, à França, às ilhas Xetlândia, Órcades, Hébridas, de Man e Faroé, e à Islândia. Érico, o Vermelho, conduziu os viquingues até a Groenlândia a partir da Islândia; anos mais tarde, o seu filho Leif Ericsson teria se tornado possivelmente o primeiro europeu a chegar, sem saber, à costa da América do Norte (Vinlândia). Muitos viquingues regressaram a suas terras e os conhecimentos por eles adquiridos no contato com a civilização da Europa ocidental prestaram importante contribuição para a unificação e a cristianização da Noruega.

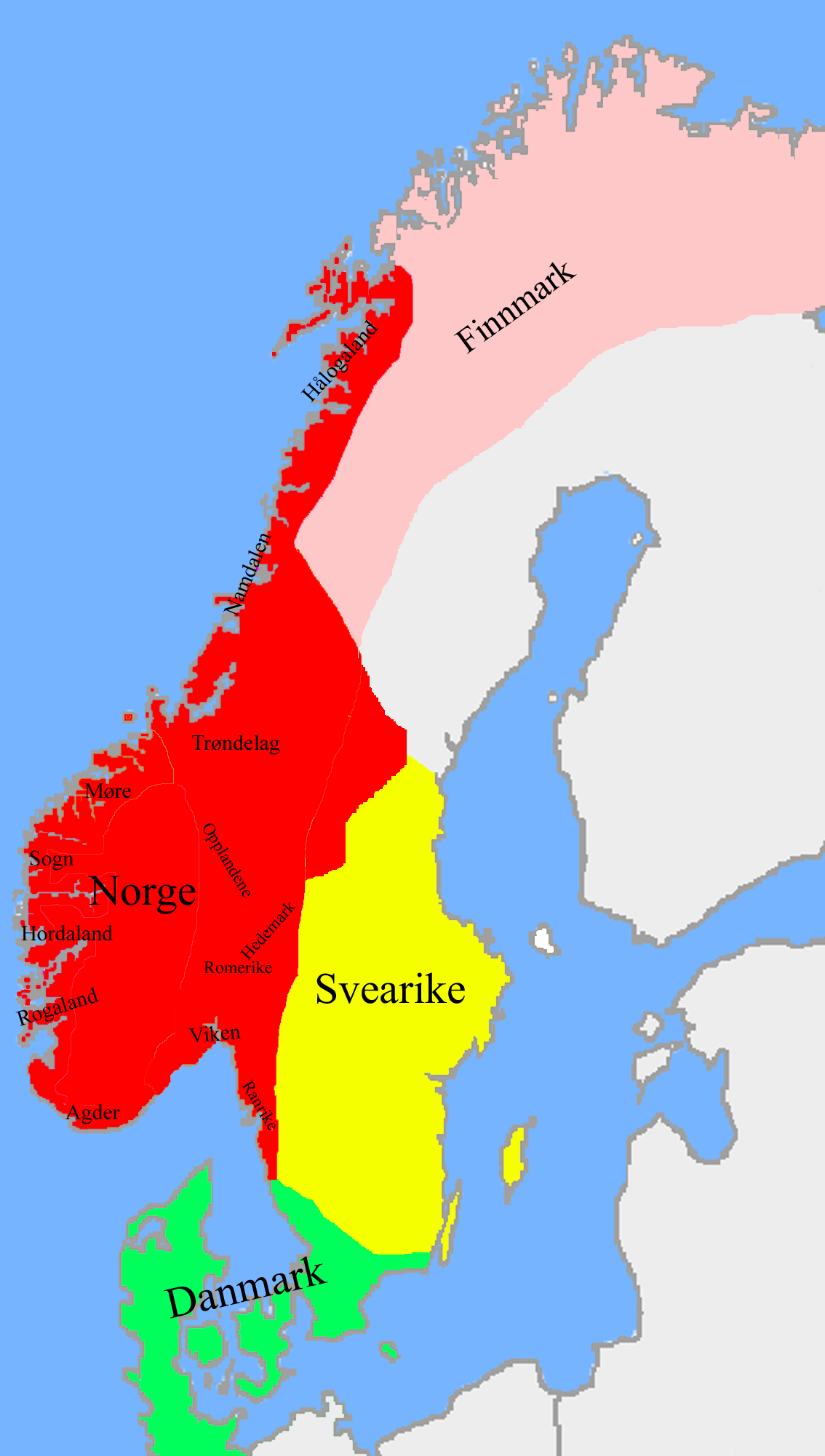
A Noruega unificada sob r.

No século IX, a unificação de grande parte do país foi obra de Haroldo Cabelo Belo, um chefe militar que, depois de derrotar no ano 872 uma coalizão de chefes locais, proclamou-se primeiro rei da Noruega, fazendo do país um feudo. Seus filhos o dividiram, em uma época em que os reis dinamarqueses e suecos tentavam anexar o seu território. O cristianismo penetrou no país durante o reinado de Olavo I (r. 995–1000), bisneto de Haroldo I, que se havia convertido durante sua estada na Inglaterra. Contudo, a nova religião não se arraigou totalmente entre o povo até o reinado de Olavo II, o Santo (r. 1015–1030), que além de incrementar o trabalho de conversão, unificou totalmente o país, mas foi morto em uma batalha com os dinamarqueses. Seguiu-se o domínio dinamarquês (1028–1035), logo depois uma guerra civil.
Magno I, o Bom, uniu a Dinamarca sob uma única coroa. Nos três séculos seguintes, a Noruega foi governada por reis nativos e emergiu como uma nação unida e próspera. A Igreja era um dos poderes mais fortes do reino. Com a morte de Magno, seu tio, Haroldo III, assumiu o reino com o nome de Haroldo III, o Impiedoso (ou o Severo), e, em 1066, empreendeu uma malograda expedição para reivindicar o trono inglês.
Em 1163, Magno V foi sagrado rei da Noruega. Com isso, a Igreja conferiu autoridade espiritual à monarquia norueguesa. O reino de Haquino IV, o Velho (r. 1217–1263) estabeleceu a ordem e a Noruega alcançou o apogeu de seu poder político e cultural na Idade Média, estabelecendo sua autoridade sobre as ilhas do Atlântico (Feroé, Órcades, Xetlândia), bem como sobre a Islândia (1262) e a Groenlândia. A partir de 1254, a Noruega comerciou com a Liga Hanseática. Seu filho, Magno VI o Legislador (r. 1263–1280), aperfeiçoou a legislação e a administração.
O fortalecimento da autoridade real por Haquino IV e Magno VI permitiu o florescimento cultural e econômico; a aristocracia rural foi praticamente esmagada por Haquino V e a Noruega converteu-se gradualmente em uma nação de camponeses. A atividade comercial foi usurpada pela Liga Hanseática, que estabeleceu sua supremacia econômica no país. O último rei da dinastia foi Sigurdo I. Após sua morte, conflitos drásticos perturbaram o reino.

## Da União com a Dinamarca e a Suécia à Independência

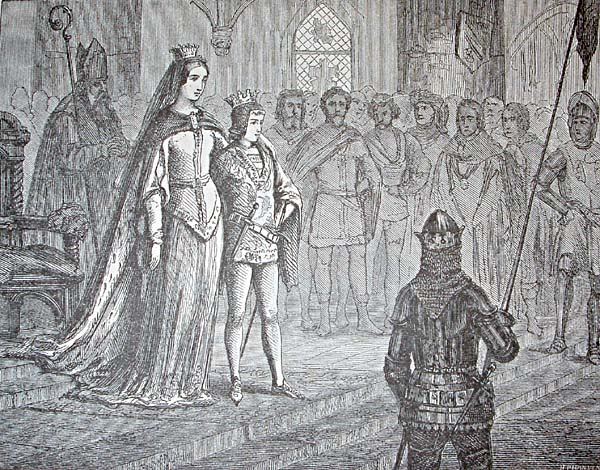
Érico da Pomerânia sendo coroado como rei dos países nórdicos

A morte de Haquino V sem herdeiros varões deu o trono ao rei sueco Magno VII, que uniu momentaneamente a Noruega e a Suécia. Em 1343, Magno foi sucedido pelo filho Haquino VI Magnusson (r. 1343–1380), que desposou Margarida, filha de Valdemar IV, rei da Dinamarca. Margarida I Valdemarsdotter, regente, governou a Dinamarca e a Noruega em nome do filho Olavo IV, menor de idade.
As disputas entre a dinastia norueguesa e as de Dinamarca e Suécia permitiram às aristocracias destes últimos países unir-se para vencer a nobreza norueguesa e unificar os três reinos escandinavos em uma só unidade administrativa sob a denominada União de Calmar, celebrada em 1397. Assim, a rainha Margarida I deixou sua coroa, somada às da Noruega e da Suécia, para seu sobrinho Érico da Pomerânia. A Noruega passou a ser uma província da Dinamarca. Mais tarde, o luteranismo tornou-se a religião oficial e durante os quatro séculos seguintes a Noruega permaneceu estagnada sob o governo dinamarquês. Os suecos se rebelaram e romperam a união em 1523, mas a Noruega continuou vinculada à Dinamarca até 1814, quando foi cedida à Suécia.
Em seus primeiros anos, o domínio dinamarquês teve conseqüências muito negativas para a Noruega. Seu poderio militar decaiu, o dinamarquês substituiu gradualmente o norueguês, foi imposto o luteranismo, e numerosos dinamarqueses ocuparam terras e cargos públicos no país. No século XVII, a Noruega foi arrastada para os conflitos europeus, perdendo a Jemtlândia (1645) e Trontêmio (1658) para a Suécia. O ressurgimento do comércio pesqueiro, o desenvolvimento da mineração e a indústria madeireira, no século XVIII, estimularam a consciência nacional e os noruegueses começaram a pedir autonomia política.

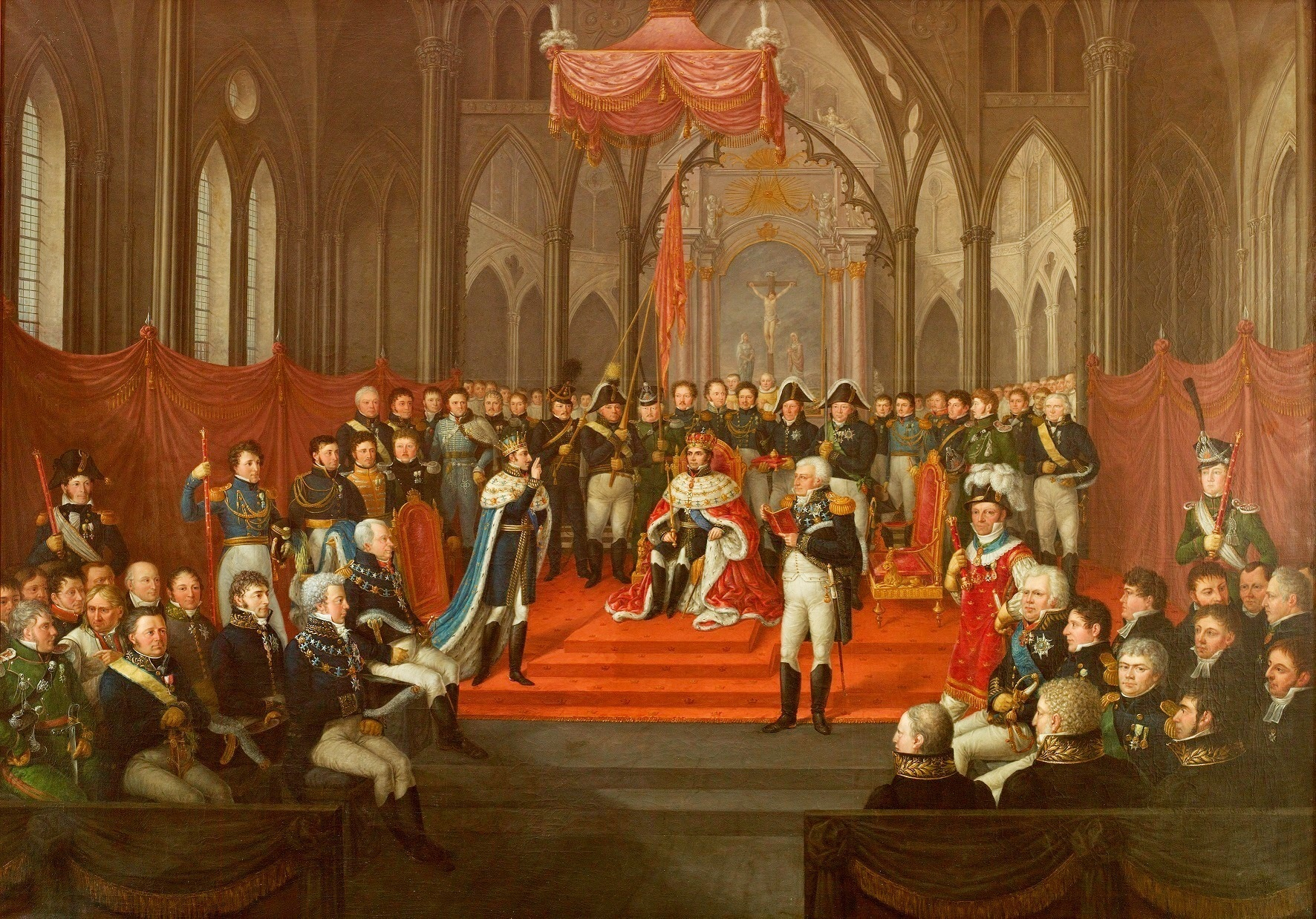
Coroação do marechal João Bernadotte como rei da Noruega sob o título de Carlos III João

No fim do século XVIII produziu-se entre as duas nações um forte contraste econômico, uma vez que as transações mercantis da Noruega se realizavam de preferência com a Grã-Bretanha, enquanto a Dinamarca comerciava com Alemanha e França. As Guerras Napoleônicas levaram à dissolução da União de Calmar, depois de séculos de suserania dinamarquesa. A aliança da Dinamarca com o Império de Napoleão, inevitável depois do bombardeio de Copenhague pela frota britânica em 1807, avivou o descontentamento dos noruegueses. Pelo Tratado de Kiel, a Dinamarca cedeu a Noruega ao rei da Suécia, mas os noruegueses rechaçaram o tratado, declarando-se independentes, o que levou à invasão do país pelos suecos. Os noruegueses reeditaram uma Constituição liberal, criaram seu próprio Parlamento (Storting) a partir de 1807 e ofereceram a coroa ao príncipe herdeiro dinamarquês Frederico (que reinou com o nome de Cristiano VIII). O marechal Jean Baptiste Bernadotte, que, posteriormente, reinou com o nome de Carlos III João, convenceu a Noruega a aceitar o Tratado de Kiel como um mal menor estabelecendo um compromisso entre os dois territórios, em que a Noruega permanecia com o seu parlamento independente mas sob a monarquia comum a ambos os países; a mudança permitiu a manutenção da nova Constituição. As Atas de União de 1815 deram ao país uma ampla autonomia. Apesar da oposição de Carlos João, monarca autocrático, em 1821 foi abolida a nobreza criada pelos dinamarqueses. Seu filho Oscar I aceitou muitas das reclamações norueguesas. O movimento liberal e os sentimentos nacionalistas aumentaram depois das revoluções de 1848. Em 1860, a Suécia começou a propor a revisão das Atas de União para conceder poderes adicionais à Noruega, mas estes foram boicotados pelo grupo Venstre (Esquerda). Em 1884, o chefe da resistência nacionalista, Johan Sverdrup (1816–1892), garantiu um regime parlamentar. Em 1898, foi consentido o sufrágio universal masculino .

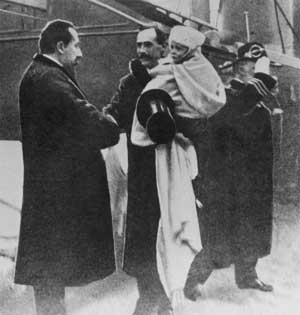
O primeiro-ministro norueguês Christian Michelsen recebe o recém-eleito rei da Noruega, Haquino VII, e seu filho, Olavo, após desembarcarem na Noruega em novembro de 1905

## Noruega independente
A união com a Suécia durou até 1905 e caracterizou-se pela luta dos noruegueses para afirmar sua autonomia política e para emancipar-se da influência cultural dinamarquesa. No século XIX, a população norueguesa cresceu mais rapidamente que em qualquer outro período da história, e passou de 883 000 habitantes em 1801 para 2,24 milhões em 1900. Produziu-se também um importante movimento migratório do campo para as cidades, de forma que, no fim do século XIX, a população urbana representava 28% do total, contra 8,8% no início do século.
O conflito entre o parlamento norueguês e a Coroa sueca durou até junho de 1905, altura em que divergências entre o rei sueco Oscar II e o governo norueguês provocaram a separação dos dois países com a declaração de completa independência do parlamento da Noruega. Um plebiscito ratificou a decisão da assembleia norueguesa, que foi aceita também por Oscar II. Uma segunda consulta popular elegeu a forma monárquica de governo, e o príncipe Carlos da Dinamarca, neto de Cristiano IX da Dinamarca, ascendeu ao trono da Noruega com o nome de Haquino VII. Reinou durante 52 anos até morrer, em 1957.
Rapidamente, o país tornou-se uma democracia. O período de 1905 a 1914 caracterizou-se na Noruega pelo rápido crescimento econômico. O governo norueguês, dominado por ministros liberais, tornou-se um dos mais avançados da Europa em temas sociais, como a semana de 48 horas, auxílio-desemprego, pensões de aposentadoria e leis que admitiam numerosos direitos individuais, inclusive o divórcio; em 1913, as mulheres norueguesas obtiveram o direito ao voto . Posteriormente, o país sofreu os efeitos das duas guerras mundiais. 

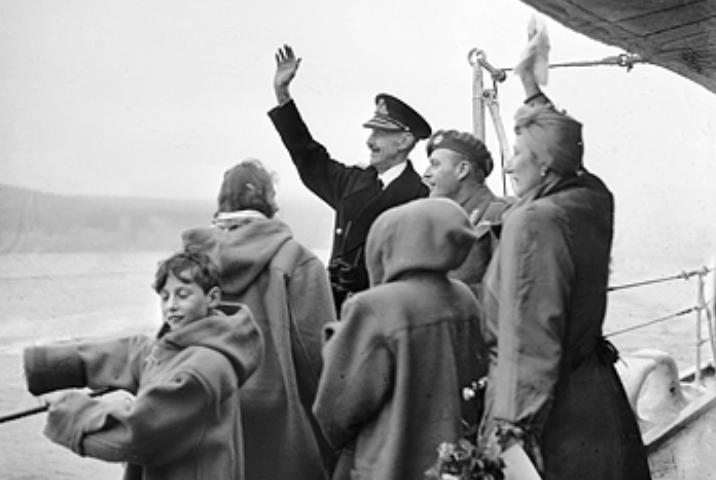
A Família real norueguesa retornando do exílio

Durante a Primeira Guerra Mundial, a Suécia, a Noruega e a Dinamarca acordaram em declarar-se neutras, política que se prolongou depois da guerra. Apesar disso, ataques de submarinos alemães destruíram metade da frota mercante norueguesa . A [[depressão de 1929 afetou profundamente o país. O Partido Trabalhista ganhou o poder em 1935 e continuou a política de moderação e liberalismo. Apesar de sua neutralidade no início da Segunda Guerra Mundial, o Exército do Terceiro Reich invadiu e derrotou as forças norueguesas e anglo-francesas em Narvik, em 1940, e um partidário do nazismo, Vidkun Quisling, dirigente da União Nacional, assumiu um governo-fantoche em Oslo. O rei Haquino e seu conselho de ministros se retiraram para Londres. Os líderes políticos se negaram a cooperar com o comissário alemão Josef Terboven, que dissolveu todos os partidos e anunciou a abolição da monarquia. As tentativas do governo colaboracionista de Vidkun Quisling de submeter a Noruega às diretrizes do regime nazista alemão fracassaram diante da resistência passiva da população e dos atos de sabotagem de guerrilheiros noruegueses, entre os quais se destacou a destruição de uma fábrica de deutério em Rjukan, no sul do país. Em maio de 1945, as forças alemãs se renderam e Haquino e o governo trabalhista regressaram do exílio. Para castigar os colaboracionistas, restaurou-se a pena de morte, abolida desde 1876.
Depois da guerra, no período de 1945 a 1965, os trabalhistas praticaram uma política intervencionista. O governo norueguês centralizou seus esforços mais na recuperação da indústria de base que na de produção de bens de consumo, e em 1949 já havia conseguido alcançar os níveis econômicos anteriores à guerra. A experiência da ocupação alemã entre 1940 e 1945 persuadiu os noruegueses a abandonarem a sua política de tradicional neutralidade e juntarem-se à Organização do Tratado do Atlântico Norte (OTAN), em 1949, ao Conselho Nórdico. Durante a Guerra Fria conseguiu manter boas relações com a ex-União Soviética sem prejudicar o seu relacionamento com o Ocidente. Conseguiu obter estabilidade política após vários governos de coligação.

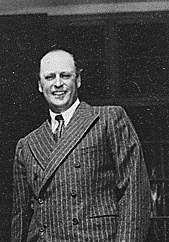
O rei Olavo V

Olavo V sucedeu ao pai, Haquino VII, em 1957. Nas eleições de 1961, o Partido Trabalhista Norueguês perdeu a maioria que mantinha desde 1935. Em 1965, o partido, que governava o país desde 1945, foi derrotado nas eleições gerais e o rei Olavo V pediu ao chefe da coligação das forças conservadoras que formasse o governo. Formou-se uma coalizão de partidos de centro, mas a política econômica não sofreu grandes mudanças e, desde então, coligações de partidos conservadores se alternam no poder. Em 1970, a Noruega solicitou o seu ingresso na Comunidade Econômica Europeia (atual União Europeia), o que criou forte dissensão entre os políticos. Em 1972, A Noruega foi aceita como membro da CEE mas, após um referendo realizado nesse ano, a proposta de adesão foi rejeitada pelos noruegueses, forçando uma nova mudança de governo.

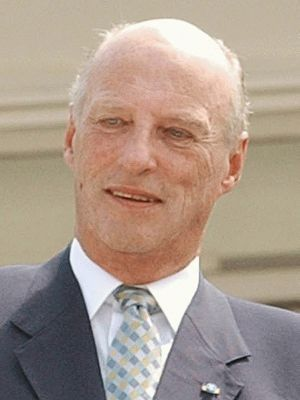
O rei da Noruega Haroldo V

A exploração de petróleo no mar do Norte, na [[Década de 1970|década de 70, deu um grande impulso à economia. A Noruega foi membro-fundador da AELC (Associação Europeia de Livre Comércio), em 1960, mas quatro anos depois 60% de suas receitas de exportação vinham do comércio com a Comunidade Europeia e somente 15% da AELC. Este fato fez com que a Noruega fosse um dos principais negociadores no processo que levou à criação da Área Econômica Europeia, em fevereiro de 1992.

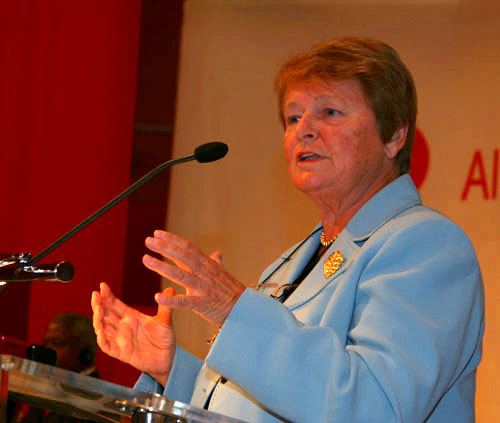
Gro Harlem Brundtland (1939-hoje) liderou três governos de minoria trabalhista (1981, 1986-1989 e 1990-hoje)

No pleito de 1981, o Partido dos Trabalhadores perdeu muito espaço para os partidos direitistas e centristas. Formou-se um governo conservador que durou dois anos, capitaneado por Kåre Isaachsen Willoch. Willoch promoveu a redução dos gastos do governo, o desativamento de mecanismos de controle estatal sobre a economia, o fim da representação pública majoritária em bancos, a privatização dos serviços de educação e saúde e a privatização de empresas estatais. Sua política estava ajustada à hegemonia da ideologia  neoliberal no mundo. No pleito de 1985, o Partido Socialista e o Partido dos Trabalhadores aumentaram o número de cadeiras no parlamento, uma vez que a política fiscal dos conservadores trouxera considerável descontentamento. Willoch tentou aprovar um aumento tributário, medida que foi rechaçada por trabalhistas, progressistas e socialistas. Logo, o primeiro-ministro conservador renunciou, abrindo caminho para a ascensão da líder feminista e trabalhista, Gro Harlem Brutland.  Gro (1939-hoje), a primeira mulher a ocupar a chefia do governo da Noruega, de fevereiro a setembro de 1981, enfrentou com sucesso o desemprego e a crise econômica em 1992, o que lhe deu vitória esmagadora nas eleições de 1993. Em novembro de 1988, a primeira-ministra Brundtland, autora do relatório do desenvolvimento sustentável do mundo, foi galardoada com o terceiro prêmio mundial pelo seu trabalho pelo ambiente. O rei Olavo V morreu em janeiro de 1991 e foi sucedido por seu filho, Haroldo V. Em 1992, a Noruega juntou-se à Islândia para defender a vida animal, nomeadamente na proibição da caça à baleia. Em 1994, o Parlamento Europeu aprovou o ingresso da Noruega, da Suécia, da Finlândia e da Áustria na União Europeia (UE), mas, em novo referendo, a população rejeitou pela segunda vez a sua entrada na UE, malgrado a campanha favorável da primeira-ministra. Em 2001, na pior derrota dos trabalhistas desde 1909, o conservador Kjell Magne Bondevik, do Partido Popular Cristão, foi eleito primeiro-ministro.

## 2005 – 2013: O compromisso ambiental e social
[[imagem:Røyk frå Statsministerens Kontor.jpg|thumb|right|Cenas de Oslo pouco após os atentados terroristas de 2011
De 2005 a 2013, a Noruega vem sendo governada por uma coalizão entre verdes e partidos de esquerda, liderada pelo primeiro-ministro Jens Stoltenberg. O líder trabalhista foi reeleito primeiro-ministro em 2009. O governo tem se destacado em sua defesa comprometida das questões ambientais, tornando a Noruega um dos países pioneiros em regulamentação de emissão de carbono e contenção de poluentes industriais. O Partido Socialista, integrante da atual coalizão governante, é o principal responsável pela elaboração e implementação das políticas ambientais norueguesas. O primeiro-ministro Stotenberg promoveu programas de defesa das minorias, pregando publicamente o respeito aos imigrantes, ao público LGBT e às mulheres. O governo reorganizou o sistema público de saúde e deu continuidade às políticas de privatização de estatais. Stoltenberg também defende a legalização da cannabis.

### Secularismo
De acordo com Phil Zuckerman, renomado sociólogo e professor do Pitzer College, entre 31% e 72% dos noruegueses devem ser ateus. De acordo com a Enquete Eurobarometer de 2005, 64% dos noruegueses são agnósticos ou ateus, contra 32% teístas. A Noruega é um dos países mais seculares do mundo.

### Terrorismo
Em 2011, o Partido Trabalhista foi alvo de ataques terroristas promovidos por um militante de extrema-direita, Anders Behring Breivik. O extremista, que mais tarde foi diagnosticado com problemas mentais, implantou um carro bomba em Oslo nas proximidades do prédio do governo e atirou contra jovens noruegueses no acampamento do Partido Trabalhista, tendo matado dezenas de pessoas e deixado muitos feridos. Breivik publicava textos na internet nos quais criticava o “marxismo cultural” e culpa o Partido Trabalhista por ser a favor da miscigenação.

## 2013 - Presente: A Noruega multicultural e a Noruega de direita
Em 2013, Erna Solberg, se tornou primeira ministra, sendo de centro-direita.